# شوهی ماتسوناگا
شوهی ماتسوناگا (انگلیسی: Shohei Matsunaga؛ زادهٔ ۷ ژانویهٔ ۱۹۸۹) بازیکن فوتبال اهل ژاپن است.